# Wijken en buurten in Bellingwedde
De Nederlandse gemeente Bellingwedde is voor statistische doeleinden onderverdeeld in wijken en buurten. De gemeente is verdeeld in de volgende statistische wijken:
- Wijk 00 Bellingwolde (CBS-wijkcode:000700)
- Wijk 01 Oost (CBS-wijkcode:000701)
- Wijk 02 Blijham (CBS-wijkcode:000702)

Een statistische wijk kan bestaan uit meerdere buurten. Onderstaande tabel geeft de buurtindeling met kentallen volgens het Centraal Bureau voor de Statistiek (2008):
| CBS-buurtcode | Buurtnaam                                         | Inwonertal | Opp. totaal (ha) | Opp. land (ha) | Ligging                |
| ------------- | ------------------------------------------------- | ---------- | ---------------- | -------------- | ---------------------- |
| BU00070000    | Bellingwolde                                      | 2380       | 451              | 445            | Locatie in de gemeente |
| BU00070001    | Vriescheloo                                       | 280        | 134              | 133            | Locatie in de gemeente |
| BU00070002    | Rhederweg-West                                    | 460        | 155              | 153            | Locatie in de gemeente |
| BU00070004    | Vriescheloo-Zuid                                  | 460        | 79               | 79             | Locatie in de gemeente |
| BU00070005    | Oudeschans                                        | 80         | 46               | 44             | Locatie in de gemeente |
| BU00070006    | Klein-Ulsda                                       | 40         | 25               | 24             | Locatie in de gemeente |
| BU00070007    | Verspreide huizen ten zuidoosten van Bellingwolde | 400        | 434              | 430            | Locatie in de gemeente |
| BU00070008    | Verspreide huizen ten zuidoosten van Vriescheloo  | 100        | 435              | 422            | Locatie in de gemeente |
| BU00070009    | Verspreide huizen Westerwoldse A                  | 80         | 2604             | 2559           | Locatie in de gemeente |
| BU00070100    | Veelerveen                                        | 620        | 429              | 422            | Locatie in de gemeente |
| BU00070101    | Rhederbrug-Oost                                   | 140        | 197              | 196            | Locatie in de gemeente |
| BU00070108    | Verspreide huizen ten noordoosten van Rhederbrug  | 110        | 536              | 530            | Locatie in de gemeente |
| BU00070109    | Verspreide huizen Veelerveen                      | 170        | 1286             | 1262           | Locatie in de gemeente |
| BU00070200    | Blijham                                           | 2230       | 237              | 233            | Locatie in de gemeente |
| BU00070201    | Morige                                            | 420        | 120              | 120            | Locatie in de gemeente |
| BU00070202    | Wedde                                             | 630        | 73               | 71             | Locatie in de gemeente |
| BU00070203    | Wedderheide                                       | 260        | 154              | 154            | Locatie in de gemeente |
| BU00070204    | Wedderveer                                        | 140        | 47               | 44             | Locatie in de gemeente |
| BU00070206    | Verspreide huizen in de polder Blijham            | 80         | 1791             | 1758           | Locatie in de gemeente |
| BU00070207    | Verspreide huizen ten westen van Blijham          | 130        | 386              | 384            | Locatie in de gemeente |
| BU00070208    | Verspreide huizen Hoorn                           | 150        | 912              | 912            | Locatie in de gemeente |
| BU00070209    | Verspreide huizen in de Weddermarke               | 130        | 476              | 455            | Locatie in de gemeente |